# 劉瓛 (南北朝)
劉瓛（?—?），字子圭，小名阿称。沛国相人。晋丹阳尹劉惔六世孙。
劉瓛早年擔任祭酒主簿。大明四年（460年）举秀才，勤奋好学，博通经术。别驾东海王元曾給瓛父劉惠的信上說：“比岁贤子充秀，州闾可谓得人。”曾擔任会稽郡丞。永明初年，竟陵王子良请为征北司徒记室。其母孔氏告訴亲戚： “阿称便是今世曾子。”劉瓛四十多歲未婚。建元年間，司徒褚渊推薦他娶王氏女，不為婆婆所喜，遂出妻。

## 延伸阅读
[在维基数据编辑]
 《南齊書/卷39》，出自萧子显《南齊書》